# Хохо Виена
Хохо Виена (на немски: HoHo Wien) е сграда в Зеещат Асперн в австрийската столица Виена, изградена от дървени материали и стоманобетон. Разположена е на площ от 4000 кв м непосредствено до станция на виенското метро. Сградата е завършена през 2020 г. като включва хотел, фитнес зала, ресторанти и апартаменти. От партера нагоре 75% от външната облицовка на „Хохо Виена“ е изградена от дървени материали. Със своите 84 м височина тя е втората по височина дървена сграда в света след сградата Мьостарнет (85,4 м) в Брюмундал. Учени като Ханс Йоахим Шелнхубер посочват, че дървените къщи осигуряват възможност за съхранение на въглероден диоксид, без той да бъде изпуснат в атмосферата.

## Архитектура
75% от сградата е изградена от дървени материали, а основната конструкция е стоманенобетонна. Таваните са смесица от масивно дърво и тънък слой бетон. Чрез използването на предварително изработени елементи се намалява времето за строителство. Външната структура на сградата наподобява кората на дърво.